# ローレンス・ティベット

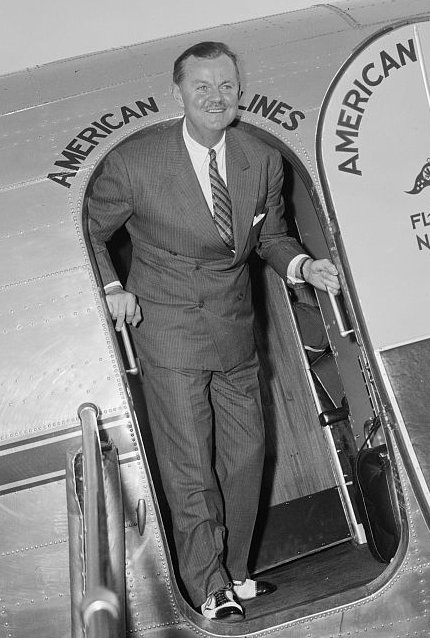
ローレンス・ティベット

ローレンス・ティベット（Lawrence Mervil Tibbett, 1896年11月16日 - 1960年7月15日）は、アメリカ合衆国のバリトン歌手。強靭な声、大声量、滑らかなレガート、優れた演技力によって第二次世界大戦前の最も有名なバリトン歌手の一人として知られ、ニューヨーク・メトロポリタン歌劇場を本拠に多くの出演を行った。日本語文献では、姓は「チベット」とも表記される。
なお、本来の姓はTibbetと綴る。

## 生涯

### 西海岸時代
1896年、カリフォルニア州ベーカーズフィールドに、同地の副保安官の三男として生まれる。7歳のとき父親はギャングとの撃ち合いで殉職、ティベットは寡婦となった母および兄姉とともにロサンジェルスに転居し、やがて同市の演劇・音楽学校に進んだ。
同校で音楽ばかりでなく演技、フランス語やドイツ語も習得できたことは後年役立つことになるが、1915年、19歳で卒業した当時のティベット青年は演劇俳優、歌手いずれの道に進むか決めかねていたらしい。サンフランシスコで歌手としてのリサイタルを催し成功する一方、西海岸の諸演劇場でシェイクスピア劇への出演も続けていた。

### メト
1922年になり、ようやく歌手としてのキャリアを自らの進路に定めたティベットはニューヨークに移る。苦労しつついくつかのリサイタルの機会を得、その美声で注目を集めた彼はメトロポリタン歌劇場（メト）との1923年-24年シーズンの契約に成功する。メトでの初舞台は1923年11月24日、ムソルグスキー『ボリス・ゴドゥノフ』のイエズス僧ラヴィツキー役だった。なお同公演のプログラムにティベットの名は"Tibbett"と誤植され、彼は以降その名を舞台上だけでなく私生活でも使った。
ティベットのキャリアが飛躍を遂げたのは1925年1月2日、メトでのヴェルディ『ファルスタッフ』公演であった。メトにとって15年振りの『ファルスタッフ』公演として、指揮トゥリオ・セラフィン、題名役に名バリトン、アントニオ・スコッティなど有名キャストを配したこの舞台で、ティベットは第二バリトンとしてフォード役を歌い、第2幕でのモノローグ「夢か、現実か？」(È sogno? o realtà?)で、主役スコッティをも「食う」ほどの大絶賛を受けた。

### 栄光と没落
この『ファルスタッフ』以降、ティベットはメトの筆頭バリトン歌手としてイタリア物、フランス物を中心として活躍した。豊かな肺活量を生かした大声量、滑らかなレガート、声質を役柄に応じて器用に変化させる能力は、1930年代を通じて評論家の高評価を得ていた。
特に、代表的な「ヴェルディ・バリトン」として、『リゴレット』の題名役、『椿姫』の父ジェルモン、『シモン・ボッカネグラ』の題名役、『運命の力』のカルロ役、そして『オテロ』のヤーゴ役で高い評価を得た。それらの公演の多くは、メトが1931年から開始したラジオ生中継のエア・チェック音源によって今日でも鑑賞可能である（ティベット本人が自らの記録・検討用に録音させたものが多い）。またレコードの商業録音も豊富に残されている。
メトの舞台には生涯で49役、延べ602回登場した他、シカゴや地元サンフランシスコ・オペラにも頻繁に出演した一方、豊富な舞台経験を生かしてハリウッド映画にも多く登場、うち1930年のミュージカル映画『悪漢の唄』(The Rogue Song）で、主役を演じたティベットは同年度アカデミー賞主演男優賞にノミネートされている。
ところが、1940年頃からその美声には急速に翳りが生じる。同年春に悪天候下の屋外で行ったコンサートに起因する声帯の障害からとも、女性問題、離婚など私生活の乱れを遠因とするアルコール使用障害が原因とも想像されている。
1941年-42年のシーズン頃からはレナード・ウォーレン（1911年生）など、より若手のアメリカ人バリトン歌手が台頭し、音楽批評でもティベットは次第に「過去の人」扱いをされることになった。戦後はメトでも二線級の扱いに甘んじ、1950年3月24日ムソルグスキー『ホヴァーンシチナ』のイヴァーン・ホヴァーンスキィ公役を最後にメトを去った。
その後ティベットは細々とオペラ出演を続け、時にはブロードウェイでミュージカルや舞台劇に出演するなどしたが、飲酒に起因するトラブルでの収監、保護治療施設への入所などを繰り返し、ほとんど社会から忘れ去られた存在として1960年7月15日他界した。自宅の床で滑り、テレビ受像機の角に頭を強打したことによる傷害事故死であった。

## 出演映画
- 悪漢の唄 The Rogue Song (1930)
- ニュウ・ムウン New Moon (1930) ※グレース・ムーアと共演
- 南方の放浪者 The Prodigal (1931)
- キューバの恋唄 The Cuban Love Song (1931) ※ルーペ・ヴェレスと共演
- メトロポリタン Metropolitan (1935)